# Bernard Taverne
Bernardus Maria (Bernard) Taverne (Leiden, 23 oktober 1874 – Nijmegen, 9 maart 1944) was een Nederlands rechtsgeleerde. Hij was vicepresident  van de Hoge Raad en hoogleraar strafrecht en strafvordering aan de Universiteit van Amsterdam.

## Jeugd en vroege carrière
Taverne werd geboren op 23 oktober 1874 in Leiden. Hij was de zoon van Mathieu François Taverne en Anna Maria Franken. In Leiden doorliep hij de hogereburgerschool. Vervolgens deed hij bij de Koninklijke Marine examen voor het behalen van de rang van adspirant-administrateur. Op 1 september 1882 werd hij in deze rang benoemd. Hij bracht een periode van twee jaar door op de Hr.Ms. Wachtschip te Willemsoord en werd in die tijd opgeleid. In 1894 werd hij benoemd tot adjunct-administrateur. Zijn benoeming tot officier van administratie der 2e klasse volgde in 1897. In 1900 was hij in Amsterdam gestationeerd en legde hij het staatsexamen af. Ook was hij in de gelegenheid colleges te volgen aan de Universiteit van Amsterdam en de Universiteit Leiden. In 1903 promoveerde hij in Leiden op stellingen. Na een jaar vertrok hij naar Nederlands-Indië waar hij als officier van administratie gestationeerd werd voor een periode van drie jaar. Na terugkeer in Nederland werd hij in Den Haag gedetacheerd. Van 1908 tot en met 1909 was hij redacteur van het Militair-Rechtelijk Tijdschrift. Zijn eerste artikel was getiteld Het achterzeilen als verzwarende omstandigheid bij desertie.
1909 was tevens het jaar dat hij stopte bij de marine wegens een benoeming als substituut-griffier bij de rechtbank Amsterdam. Vervolgens werd hij in 1911 rechter bij de rechtbank Rotterdam. In 1913 kreeg hij dezelfde functie toebedeeld in Amsterdam. Datzelfde jaar richtte hij samen met P.M.F. Bauduin het tijdschrift Nederlandsche Jurisprudentie waarmee het Weekblad van het Recht zijn monopoliepositie verloor. Tot aan zijn dood bleef hij redacteur van dit tijdschrift. Hij verwierf bekendheid door zijn noot onder het elektriciteitsarrest waarmee hij uitdrukkelijk inging tegen de gangbare leer, van onder anderen Simons, Noyon en Besier, dat onder "enig goed" alleen stoffelijke zaken vielen die voor wegneming vatbaar waren. Taverne was van mening dat de rechter "een handeling, welke onbetwistbaar een diefstalkarakter draagt, ook diefstal noemt, al komt hij daarbij met de letter der wettelijke delictsomschrijving op gespannen voet".

## Hoogleraar
In 1917 werd hij benoemd tot hoogleraar strafrecht en strafvordering aan de Universiteit van Amsterdam, als opvolger van Joost Adriaan van Hamel die was verkozen tot lid van de Tweede Kamer. Het jaar erop aanvaardde hij het ambt met de rede De taak van den strafrechter. Tijdens zijn oratie sprak hij over de ontwikkeling van de relatie tussen de rechter en de wet. Hij kreeg in 1921 eervol ontslag wegens een benoeming tot raadsheer in de Hoge Raad der Nederlanden. Wel bleef hij nog tot de zomer van 1922 verbonden aan de Universiteit van Amsterdam. Zijn opvolger was J.V. van Dijck.
De opvatting van Taverne is dat straf een vergelding van schuld is. Ook meende hij dat de schuld alleen bij het misdrijf hoort. Niet bij eerdere delicten of persoonlijke omstandigheden/opvattingen. Deze opvatting kwamen ook naar voren in een in 1924 geschreven preadvies over de grondslagen van het strafrecht voor de Vereniging tot het Bevorderen van de Beoefening der Wetenschap onder de Katholieken in Nederland. In het preadvies ging hij in op de rechtsfilosofische begrippen schuld, onschuld en onrecht.

## Raadsheer in de Hoge Raad
In 1921 werd Taverne benoemd tot raadsheer in de Hoge Raad, waar hij deel uitmaakte van de strafkamer. De vacature was ontstaan door het overlijden van jhr. mr. Pieter Leon van Meeuwen. Als raadsheer was Taverne betrokken bij de totstandkoming van het veelbesproken de auditu-arrest. In dat arrest oordeelde de Hoge Raad dat getuigenverklaringen die buiten de terechtzitting om zijn gedaan ook als wettig bewijsmiddel kunnen gelden, het zogenoemde testimonium de auditu. Zijn positie als raadsheer weerhield Taverne er overigens niet van om veel strafarresten van de Hoge Raad te annoteren in de Nederlandse Jurisprudentie, ook van arresten waarop hijzelf 'gezeten had' (de arresten van een kamer van de Raad worden overigens doorgaans door alle leden van die kamer gezien voordat ze gewezen worden; in belangrijke gevallen nemen alle raadsheren deel aan de raadkamerberaadslagingen).
In 1939 werd hij benoemd tot vicepresident van de Hoge Raad en was hij als zodanig voorzitter van de strafkamer na de benoeming van Lodewijk Ernst Visser tot president. Tijdens de bezetting maakte hij ook deel uit van de speciale economische kamer. In 1941 werd de pensioenleeftijd van rechters verlaagd van 70 naar 65 jaar maar Arthur Seyss-Inquart maakte voor Taverne een uitzondering waardoor hij tot zijn dood aan kon blijven.
Taverne overleed op 9 maart 1944 in Nijmegen.

## Publicaties (selectie)
- Enkele gebreken van de gerechtelijke schriftespertise in Nederland met eenige conclusies ten aanzien van het gerechtelijk vooronderzoek in strafzaken (ca. 1935).
- Praeadviezen over de grondslagen van het strafrecht (1924).
- Het wetsontwerp M.O. en het Grieksch (1923).
- De taak van den strafrechter (1918, oratie).
- Het achterzeilen als verzwarende omstandigheid bij desertie (1908).